# Ego: Das Spiel des Lebens
EGO: Das Spiel des Lebens ist der Titel eines deutschen Sachbuches von Frank Schirrmacher. Das Buch erschien 2013 im Münchener Verlag Karl Blessing.  Die Themen sind den Bereichen Metaethik, Philosophie des Geistes, Sozialphilosophie, Herrschaftssoziologie und Kantianismus zuzuordnen. Das Buch war 5 Wochen lang im Jahr 2013 auf dem Platz 1 der Spiegel-Bestsellerliste.

## Inhalt
Das Buch stellt Fragen zum freien Willen von Menschen und zur Demokratiefähigkeit von Staaten angesichts einer scheinbar berechenbaren, zum automatisierten „Monster“ entwickelten Ökonomie eines radikalen Egoismus ohne Moral.
Der Autor erzählt von einer allgemeinen Manipulation der Menschen durch eine „monströse“ Ökonomie, einen neuen Kalten Krieg, in dem „nur der eigene Vorteil zählt, Moral spielt keine Rolle.“ Das Diktat der Ökonomie stelle nicht nur den freien Willen einzelner Seelen in Frage: In einem berechenbaren Spiel eines radikalen Egoismus, bei dem automatisierte Maschinen an den Aktien- und Devisenmärkten wie etwa an der Wall Street ursprünglich autonom gedachte Staaten als Illusion erscheinen lassen. Selbst Demokratien würden durch den auf Computer-Maschinen übertragenen Kalten Krieg vom politischen Akteur zum Spielball der Märkte, zu Marionetten eines „Monsters“.

„Die Logik des Kalten Krieges ist zur Logik der Zivilgesellschaft geworden und korrumpiert sie. Die Egoismus-Maschinen spielen das große Spiel längst ohne den Menschen. Der Verlierer steht von vornherein fest: wir alle.“

„Was erlauben wir, [...] welches Spiel wollen wir spielen? Wollen wir ein uneigentliches Spiel von verdeckten Schachzügen, von heimlichem, indirekten Reden in unseren Gesellschaften, in unseren Demokratien, oder wollen wir etwas anderes? Honorieren wir offenes Spiel mit dem Anderen?“

Einen Ausweg erwartet Frank Schirrmacher von der Realwirtschaft, vor allem vom – deutschen – Mittelstand:

„Nehmen Sie Familienunternehmen, die finden auch alle ganz schrecklich, was dort passiert. Das sind Unternehmen, die Marx vielleicht noch Kapitalisten genannt hätte, aber das sind Unternehmen, die sagen: 'Wir sind auf Nachhaltigkeit aus'. Das, woraus Deutschland besteht, der deutsche Mittelstand, ist hier mit im Boot der Kapitalismuskritik.“

## Kritiken
Schirrmachers Buch wurde schon vor dem offiziellen Erscheinungstermin von zahlreichen deutschsprachigen Medien kommentiert. Der Soziologe Ulrich Beck spricht davon, dass Schirrmachers Buch der bereits Jahrzehnte währenden Debatte um den homo oeconomicus nun „etwas Wesentliches, Neues, Originelles“ hinzugefügt hat, „nämlich den digitalen Faust III, genauer: die faustische Verblendung des Ego-Kapitalismus“. Schirrmachers Faszination für dieses real gewordene Modell überträgt sich nach Beck auch auf den Leser, der das Buch wie einen „soziologischen Krimi“ liest. Um „das neue Drama des digitalen Faust konsequent zu erzählen, ist Frank Schirrmacher ein weiteres Mal aus den Koordinaten links-rechts, konservativ-progressiv ausgebrochen“, so Beck in Die Welt.
Thomas Assheuer lobte in seiner Rezension in der Zeit ebenfalls den packenden Stil des Autors und betont, dass es sich hier nicht um einen Tatsachenbericht, sondern eine Trendbeschreibung handelt. Auf eindrucksvolle Weise mache Schirrmacher dem Leser deutlich, „dass Europa seit zweihundert Jahren vom Maschinenwesen fasziniert ist und sich bis auf wenige Ausnahmen in die Automatenmenschen hineingeträumt hat, in den kalten kalkulierenden Spieler, den rationalen Egoisten“, so Assheuer. Laut Assheuer versuche Schirrmacher „die bürgerlich-konservative Intelligenz auf die Höhe der Zeit zu bringen“.
Der ehemalige Bundesinnenminister Gerhart Baum stimmte Schirrmacher darin zu, dass der Mensch immer berechenbarer und manipulierbarer geworden ist.
Im Magazin Focus etwa äußerten sich Rüdiger Safranski, Peter Sloterdijk, Richard David Precht und Henryk M. Broder teils zu Verschwörungstheorien rund um den Homo oeconomicus, teils zu vereinzelten Gegenbewegungen aus „Empathie, Philanthropie, der Würde und den wieder erstarkenden Bürgertugenden“.
Josef Joffe, der Herausgeber der Zeit, kritisiert beispielsweise:
- die These, dass brutaler Egoismus herrscht, dass die Gedankenmodelle der Ökonomie alle anderen Sozialwissenschaften erobert hätten, sei schon seit Jahren durch die Verhaltensökonomie widerlegt worden, vorher hätten schon Keynes und Herbert Simon an dieser Annahme gerüttelt.
- der „Homo oeconomicus“ sei nicht im 20. Jahrhundert von den Chicago Boys, sondern von den Liberalen des 18. und 19. Jahrhunderts erfunden worden.
- Game Theory (Spieltheorie) sei mit Operations Research verwechselt worden. Spieltheorie sei keine Anleitung zum Krieg.
- Zu der Aussage, dass die Teams der RAND Corporation, die sich während des Kalten Krieges mit Operations Research beschäftigten, später neue Jobs finden mussten und sich mit der Automatisierung von Märkten beschäftigten, sagt Joffe, dass diese Experten für Geldgeschäfte kein Talent hatten und daher keinen Einfluss auf die Handelssäle ausüben konnten.

Cornelius Tittel verglich Schirrmacher in Die Welt mit einem plakattragenden Verschwörungstheoretiker und konstatierte „dass fast keine der Grundannahmen stimmt, mit denen Frank Schirrmacher operiert“.
Im Gegensatz dazu beschrieb Ulrich Beck Schirrmachers Buch auch in der Welt als „wütenden Angriff auf den Finanzmarktkapitalismus“, der jedoch Alternativen aufzeige: „Hier liegt die europäische Option: systematisch die Frage nach der Alternative zum digitalen Ego-Kapitalismus aufwerfen. Die Frage nämlich, wie werden mehr Freiheit, mehr soziale Sicherheit und mehr Demokratie durch ein anderes Europa möglich?“.
Der Freiburger Ökonom Jan Schnellenbach wies darauf hin, dass Schirrmacher die ideengeschichtliche Entwicklung des "homo oeconomicus" verkürzt darstelle und dessen Wurzeln etwa bei David Hume und John Stuart Mill nicht erwähne. Diese lange Entwicklung zum "homo oeconomicus" stehe aber im Widerspruch zu Schirrmachers starker Betonung der Ökonomik im Kalten Krieg. Er wies auch darauf hin, dass Schirrmachers Argumentation große Ähnlichkeit aufweise zum Buch Machine Dreams des amerikanischen Ökonomen Philip Mirowski.
Andreas Zielcke schrieb in der Süddeutschen Zeitung, dass dieses Werk „nicht mit traditioneller Kapitalismuskritik zu verwechseln ist“. Wer Schirrmacher als „linken“ Kapitalismusgegner hinstelle, liege daneben. Ego ist für ihn eine Beschreibung des Sieges eines synthetischen, letztlich inhumanen Modells – des homo oeconomicus – „über die realen Individuen, ihre Lebenswelt, ihre Gesellschaft und Institutionen, ihre Demokratie.“